# النفاخیه
النفاخیه (انگلیسی: An-Naffakhiyah) یک شهرک در شهرستان جزین و در کشور لبنان است.